# Andrzej Mikosz
Andrzej Mikosz (ur. 17 października 1965 w Poznaniu) – polski prawnik i polityk, od 2005 do 2006 minister skarbu państwa w rządzie Kazimierza Marcinkiewicza.

## Życiorys
Jego ojciec Jerzy Mikosz był działaczem Polskiej Zjednoczonej Partii Robotniczej i Unii Pracy, a także wykładowcą teorii i filozofii prawa na UAM. Andrzej Mikosz ukończył studia na Wydziale Prawa i Administracji Uniwersytetu im. Adama Mickiewicza w Poznaniu. Podczas studiów był zaangażowany w tworzenie niezależnego samorządu studentów UAM, należał też do międzyuczelnianego komitetu strajkowego powołanego po odmowie rejestracji NZS. Po studiach przebywał na stażu legislacyjnym w Kongresie Stanów Zjednoczonych Ameryki. W 1994 ukończył aplikację i zdał egzamin sędziowski oraz radcowski. Został wpisany na listę radców prawnych w Okręgowej Izbie Radców Prawnych w Poznaniu.
W latach 1993–1996 był pracownikiem, a później partnerem w kancelarii Ziemski i Partnerzy w Poznaniu. W latach 1996–1997 współtworzył kancelarię Głowacki, Grynhoff, Hałaziński, Mikosz. Od 1998 do 2000 był członkiem Komisji Papierów Wartościowych i Giełd oraz doradcą ministra rolnictwa i rozwoju wsi do spraw giełd towarowych oraz domów składowych. W latach 2000–2002 pracował dla warszawskiego biura kancelarii Weil, Gotshal & Manges. Od grudnia 2002 był dyrektorem praktyki rynków kapitałowych warszawskiego biura międzynarodowej kancelarii Lovells. W latach 90. należał do władz poznańskiego koła Partii Konserwatywnej, później był członkiem krajowego sądu koleżeńskiego Stronnictwa Konserwatywno-Ludowego.
W okresie od 31 października 2005 do 4 stycznia 2006 sprawował urząd ministra skarbu państwa w rządzie Kazimierza Marcinkiewicza. W marcu 2006 został partnerem amerykańskiej kancelarii Hogan&Hartson w Warszawie, a w marcu 2010 partnerem w międzynarodowej kancelarii K&L Gates. W tym samym roku znalazł się w społecznym komitecie poparcia Marka Jurka w wyborach prezydenckich. W 2019 został partnerem w warszawskim biurze międzynarodowej kancelarii Taylor Wessing. Wszedł w skład rady nadzorczej Fundacji Świętego Benedykta. Został stałym współpracownikiem „Nowej Konfederacji”.
W praktyce zawodowej zajął się zagadnieniami rynków kapitałowych, obrotu giełdowego oraz prawa spółek. Odpowiadał za stronę prawną publicznych ofert licznych spółek. Jest autorem publikacji dotyczących prawa spółek, problemów rynku kapitałowego oraz problematyki ładu korporacyjnego.

## Odznaczenia
Odznaczony Krzyżem Kawalerskim Orderu Odrodzenia Polski (2015).